# Éric Zemmour
Éric Justin Léon Zemmour (n. 31 august 1958, Montreuil, Franța) este un scriitor, eseist, jurnalist și activist politic francez. A fost un invitat frecvent al emisiunii Face à l'Info de pe postul CNews între 2019-2021. Majoritatea presei de extremă-stânga îl identifică pe Zemmour ca fiind de extrema dreaptă, însă el se identifică ca fiind gaullist și bonapartist.
Acesta s-a născut în Montreuil, Seine-Saint-Denis, într-o familie de evrei sefarzi ce au emigrat din Algeria. În 1996 a început să scrie pentru ziarul Le Figaro. În paralel, acesta a mai apărut și la postul de televiziune France 2. În 2014 a publicat cartea Le Suicide français („Sinuciderea franceză”) în care critica deciziile luate de politicienii francezi din ultimele decenii, care au afectat economia și demografia țării. Cartea s-a vândut în peste 500,000 de exemplare numai în anul 2014.
Zemmour este cunoscut pentru opoziția sa contra imigrației musulmanilor arabi sau africani, fiind autorul a mai multor teorii conspiraționiste. În discursul său anti-imigraționist, acesta a folosit deseori teoria marii înlocuiri, conform căreia musulmanii din Africa, lumea arabă sau Turcia vor depăși numeric populația creștină a Franței. Unele companii din presă consideră că Zemmour ar putea fi candidatul de dreapta, cu viziuni anti-sistem, la alegerile prezidențiale din 2022 din Franța, fiind comparat cu Donald Trump, deși acesta a declarat că nu s-a decis în privința acestui fapt. Jean-Marie Le Pen a declarat că ar putea susține candidatura lui Zemmour la prezidențiale, în defavoarea fiicei sale. Eric Zemmour s-a remarcat de asemenea ca un critic al Uniunii Europene, al LGBT, al masoneriei, al feminismului, dar ca și un promotor al teoriei Neo-marxismului cultural. O parte din presă l-a catalogat drept rasist, populist și neofascist. Zemmour a declarat că nu se opune existenței musulmanilor în Franța, dar că aceștia trebuie să fie asimilați.
Pe 30 noiembrie 2021, Zemmour și-a anunțat oficial candidatura la alegerile prezidențiale. Nu a intrat în al doilea tur, ieșind pe al patrulea loc. A sprijinit-o pe Marine Le Pen în al doilea tur.